# Teodette
Teodette (in greco antico: Θεοδέκτης?, Theodéktēs; Phaselis, 380 a.C. – Atene, 340 a.C.) è stato un retore e drammaturgo greco antico.

## Biografia
Nato a Faselide in Licia, allievo di Isocrate, Teodette fu tra i più importanti poeti tragici dell'epoca di Filippo II di Macedonia, ed ebbe rapporti anche con Platone e Aristotele. Fu attivo ad Atene, dove morì all'età di 41 anni. Gli fu edificata una monumentale tomba sulla strada per Eleusi.
Il lessico Suda riferisce che ebbe un figlio chiamato anch'egli Teodette, che scrisse alcune monografie storiche, un'Arte della retorica in 7 libri, un'opera sui costumi dei barbari ed un encomio di Alessandro d'Epiro.

## Opere
Teodette partecipò a vari agoni, vincendone otto (sette alle Dionisie e una alle Lenee). 
Delle sue opere ci sono giunti solo i titoli e alcuni frammenti. Tra queste, un'Arte della retorica (Τέχνη ῥητορική) e alcune tragedie dedicate a temi della mitologia tradizionale (Aiace, Alcmeone, Elena, Linceo, Edipo, Oreste, Tideo, Filottete). Teodette è indicato da alcune fonti come il vincitore della gara indetta da Artemisia II per la morte del marito, il re Mausolo, in occasione della quale compose una tragedia intitolata appunto Mausolo, mentre secondo altri tale gara fu vinta da Teopompo; probabilmente si tennero due gare separate, una oratoria vinta da Teopompo e una tragica vinta da Teodette.